# Dintera pterocaulis
Dintera pterocaulis là một loài thực vật có hoa trong họ Mã đề. Loài này được Stapf mô tả khoa học đầu tiên năm 1900.